# Hiligaïnon
L’hiligaïnon, également souvent appelé ilonggo, est une langue régionale austronésienne parlée aux Philippines par environ 9,3 millions de personnes, principalement dans la province des Visayas occidentales et Soccsksargen, dont la plupart appartiennent au peuple Hiligaynon. C'est la deuxième langue la plus parlée dans les Visayas. Elle appartient au groupe des langues bisayanes.
Bien que cette langue n'ait commencé à être enseignée et étudiée qu'à partir de 2012 dans les écoles, l’hiligaïnon est une des langues des Philippines qui possède le plus de locuteurs natifs. Il existe environ 9,3 millions de locuteurs natifs de l'hiligaïnon dans le monde et 5 millions supplémentaires capables de le parler à un niveau au moins élémentaire.
L'hiligaïnon est principalement utilisé dans les provinces des Visayas occidentales ( Iloilo, Capiz, Guimaras et Negros Occidental ), ainsi que dans le sud de Cotabato, le Sultan Kudarat et le nord de Cotabato dans la province du Soccsksargen. Il est également parlé dans d'autres provinces voisines, telles que Antique et Aklan (également dans les Visayas occidentales), au Negros Oriental dans les Visayas centrales, Masbate dans la région de Bicol, Romblon et Palawan à Mimaropa.

## Nomenclature

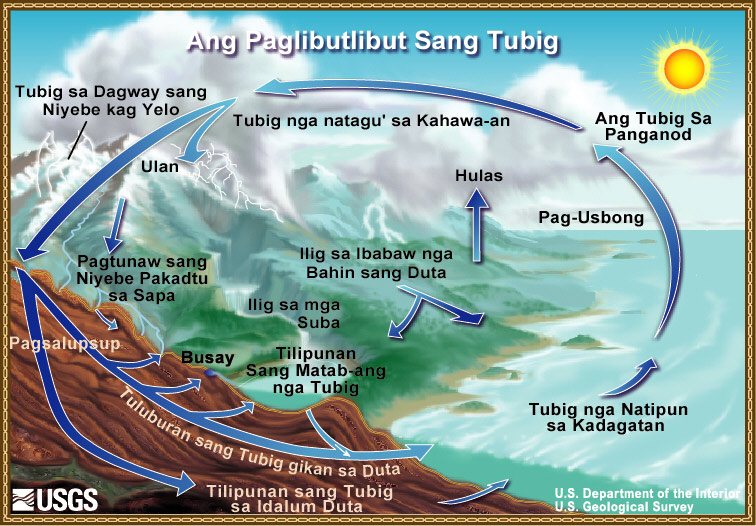
Un schéma du cycle de l'eau en langue hiligaïnon

Outre le terme hiligaïnon, la langue est également communément appelée « ilonggo » (également orthographié ilongo), en particulier à Iloilo et dans la province du Negros Occidental. Néanmoins, à l'exclusion des habitants de Iloilo, de nombreux individus soutiennent que le terme « ilonggo » réfère au groupe ethnolinguistique des habitants autochtones d'Iloilo et à la culture associée aux locuteurs de l'hiligaïnon, et pas seulement à la langue.

## Dialectes
Comme de nombreuses langues aux Philippines, très peu de recherches sur la dialectologie ont été effectuées sur l'hiligaïnon. L'hiligaïnon défini comme standard, aussi appelé « ilonggo », est le dialecte utilisé dans la province d'Iloilo, principalement dans les parties au nord et à l'est de la province. Ce dialecte possède un vocabulaire plus traditionnel et étendu par rapport au dialecte hiligaïnon parlé dans la région métropolitaine de la ville d'Iloilo, qui possède un vocabulaire plus simplifié et moderne.
Par exemple, en hiligaïnon standard, amó iní signifie « c'est ça ». Dans la version simplifiée de l'hiligaïnon, utilisée en ville, cette expression devientr 'mó'ní.
Il existe également plusieurs dialectes de cette lanque qui sont reconnus et largement utilisés : notamment l'hiligaïnon de la ville de Bacolod, le hiligaïnon negrense (dialecte provincial du Negros occidental composé de trois sous-variantes : nord, centre et sud), l'hiligaïnon de Guimaras et celui de Mindanao.
Certains locuteurs natifs considèrent également le Kinaray-a (également connu sous le nom de Hiniraya ou Antiqueño) et le Capiznon comme des dialectes de l'hiligaïnon ; cependant, ceux-ci ont été classés par les linguistes comme des langues bisayanes occidentales distinctes,.

## Système d'écriture
L'hiligaïnon est écrit en utilisant l'alphabet latin. Jusqu'à la seconde moitié du 20e siècle, l'hiligaïnon était le plus souvent écrit en suivant les conventions orthographiques de l'espagnol. Aujourd'hui, il n'y a pas de système orthographique standard officiellement reconnu pour cette langue.. Cependant, il est courant pour la nouvelle génération d'écrire la langue en se basant sur les règles orthographiques actuelles du philippin.
Une caractéristique notable de l'orthographe de l'hiligaïnon, d'influence espagnole, est l'absence de l'utilisation de ‹ c › et ‹ qu › pour représenter le son /k/ (remplacé par ‹ k › dans tous les cas) et l'absence de la lettre ‹ w › (anciennement utilisé ‹ u › dans certains cas), suivant les règles orthographiques du philippin.
L'alphabet hiligaïnon se compose de 20 lettres, chacune d'entre elles existant en majuscule et en minuscule

### Alphabet
| Symbole       | A a   | A a  | A a  | B b | K k | D d | E e   | G g | H h | I i   | I i  | L l | M m | N n | Ng ng | O o   | O o  | P p | R r | S s | S s  | T t | U u   | U u | W w | Y y |
| Nom           | a     | a    | a    | ba  | ka  | da  | e     | ga  | ha  | i     | i    | la  | ma  | na  | nga   | o     | o    | pa  | ra  | sa  | sa   | ta  | u     | u   | wa  | ya  |
| Prononciation | [a/ə] | [aw] | [aj] | [b] | [k] | [d] | [ɛ/e] | [g] | [h] | [I/i] | [IO] | [l] | [m] | [n] | [ŋ]   | [ɔ/o] | [oj] | [p] | [r] | [s] | [ʃʲ] | [t] | [ʊ/u] | [w] | [w] | [j] |

## Vocabulaire
L'hiligaïnon possède un grand nombre de mots qui sont dérivés de l'espagnol, qu'ils soient des noms (par exemple, santo de santo, pour "saint"), des adjectifs (par exemple, berde de verde, pour "vert"), des prépositions (par exemple, antes de antes, pour "avant"), ou des conjonctions (par exemple, pero de pero, pour "mais").
Les noms désignant des objets matériels et des concepts abstraits introduits au début de l'ère moderne sont souvent issus du vocabulaire espagnol mais orthographiés selon les conventions du philippin, par exemple barko ( barco, "navire"), sapatos ( zapatos, "chaussures"), kutsilyo ( cuchillo, "couteau"), kutsara ( cuchara, "cuillère" ), tenedor ("fourchette"), plato ("assiette"), kamiseta ( camiseta, "chemise") et kambiyo ( cambio, "changer" de l'argent). Les verbes espagnols sont incorporés dans l'hiligaïnon sous leurs formes infinitives : edukar, kantar, mandar, pasar . C'est le cas également pour d'autres langues parlées aux Philippines, telle que le cebuano. Néanmoins, les verbes en tagalog, base du philippin, issus de la langue espagnole s'apparentent plutôt à l'impératif et non l'infinitif dans cette dernière.

## Exemples

### Nombres
| Number    | Hiligaynon        |
| --------- | ----------------- |
| 1         | isá               |
| 2         | duhá              |
| 3         | tátlo             |
| 4         | ápat              |
| 5         | limá              |
| 6         | ánum              |
| 7         | pitó              |
| 8         | waló              |
| 9         | siyám             |
| 10        | pulò / napulò     |
| 100       | gatós             |
| 1,000     | líbo              |
| 10,000    | laksâ             |
| 1,000,000 | hámbad / ramák    |
| Premier   | tig-una / panguná |
| Deuxième  | ikaduhá           |
| Troisième | ikatlo / ikatátlo |
| Quatrième | ikap-at / ikaápat |
| Cinquième | ikalimá           |
| Sixième   | ikán-um / ikaánum |
| Septième  | ikapitó           |
| Huitième  | ikawaló           |
| Neuvième  | ikasiyám          |
| Dixième   | ikapulò           |

### Jours de la semaine
Les noms des jours de la semaine sont dérivés de leurs équivalents espagnols.
| Jour de la Semaine | Nom originel  | Sens étymologique                                    | Version dérivée du Castillan |
| ------------------ | ------------- | ---------------------------------------------------- | ---------------------------- |
| Dimanche           | Tigburukad    | Racine du mot : Bukad = "ouvert" Jour de départ      | Domingo                      |
| Lundi              | Dumasaon      | Racine du mot : Dason = "suivant" Jour suivant       | Lunes                        |
| Mardi              | Dukot-dukot   | Sens littéral = Journée chargée                      | Martes                       |
| Mercredi           | Baylo-baylo   | Racine du mot : Baylo = "échange" Jour du marché     | Miyerkoles                   |
| Jeudi              | Danghos       | Sens littéral = Rush, journée du rush au travail     | Huwebes                      |
| Vendredi           | Hingot-hingot | Sens littéral = Jour de l'achèvement du travail      | Biyernes                     |
| Samedi             | Ligid-ligid   | Racine du mot :Ligid = "s'allonger" Journée de repos | Sábado                       |

### Mois de l'année
| Mois      | Nom originel    | Version dérivée du Castillan |
| --------- | --------------- | ---------------------------- |
| Janvier   | Ulalong         | Enero                        |
| Février   | Dagang Kahoy    | Pebrero                      |
| Mars      | Dagang Bulan    | Marso                        |
| Avril     | Kiling          | Abril                        |
| Mai       | Himabuyan       | Mayo                         |
| Juin      | Kabay           | Hunyo                        |
| Juillet   | Hidapdapan      | Hulyo                        |
| Août      | Lubad-lubad     | Agosto                       |
| Septembre | Kangurulsol     | Setiyembre                   |
| Octobre   | Bagyo-bagyo     | Oktubre                      |
| Novembre  | Panglot Diyutay | Nobiyembre                   |
| Décembre  | Panglot Dako    | Disiyembre                   |

### Vocabulaire de base
| Anglais                                                     | Hiligaïnon                                                              |
| ----------------------------------------------------------- | ----------------------------------------------------------------------- |
| Oui.                                                        | Húo.                                                                    |
| Non.                                                        | Indî.                                                                   |
| Merci.                                                      | Salamat.                                                                |
| Merci beaucoup !                                            | Salamat gid./ Madamò gid nga salamat!                                   |
| Je suis désolé.                                             | Patawaron mo ako. / Pasayloha 'ko. / Pasensyahon mo ako. / Pasensya na. |
| Aide-moi !                                                  | Buligi (a)ko! / Tabangi (a)ko!                                          |
| Délicieux !                                                 | Namit!                                                                  |
| Prend soin de toi. (également utilisé pour dire au revoir ) | Halong.                                                                 |
| Es-tu en colère/effrayé ?                                   | Akig/hadlok ka?                                                         |
| Es-tu heureux/triste ?                                      | Nalipay/Nasubo-an ka?                                                   |
| Je ne sais pas/je ne savais pas                             | Ambot / Wala ko kabalo / Wala ko nabal-an                               |
| Je m'en fiche                                               | Wa-ay ko labot!                                                         |
| C'est merveilleux !                                         | Námì-námì ba! / Nami ah!                                                |
| J'aime ceci/cela !                                          | Nanámìan ko sini/sina!                                                  |
| Je t'aime.                                                  | Palangga ta ka./Ginahigugma ko ikaw.                                    |

### Les salutations
| Français                              | Hiligaïnon                                                             |
| ------------------------------------- | ---------------------------------------------------------------------- |
| Bonjour / Bonne journée               | Kumusta/Maayong adlaw                                                  |
| Bonjour (le matin)                    | Maayong aga.                                                           |
| Bon après-midi (bonjour l'après-midi) | Maayong hapon.                                                         |
| Bonsoir.                              | Maayong gab-i.                                                         |
| Comment ca va?                        | Kamusta ka?/Kamusta ikaw?/Musta na? (familier)                         |
| Je vais bien.                         | Maayo man.                                                             |
| Je vais bien, et toi?                 | Maayo man, ikaw ya?                                                    |
| Quel âge as-tu ?                      | Pila na ang edad (ni)mo? / Ano ang edad mo? / Pila ka tuig ka na?      |
| J'ai 24 ans.                          | Beinte kwatro anyos na (a)ko./ Duha ka pulo kag apat ka tuig na (a)ko. |
| Je m'appelle...                       | Ang ngalan ko...                                                       |
| Je suis Pierre.                       | Ako si Pierre./Si Pierre ako.                                          |
| Comment tu t'appelles ?               | Ano imo ngalan?/ Ano ngalan (ni)mo?                                    |
| A bientôt !                           | Asta sa liwat.                                                         |